# Acridocarpus socotranus
Acridocarpus socotranus är en tvåhjärtbladig växtart som beskrevs av Daniel Oliver. Acridocarpus socotranus ingår i släktet Acridocarpus och familjen Malpighiaceae. Inga underarter finns listade i Catalogue of Life.